# Zhang Qian

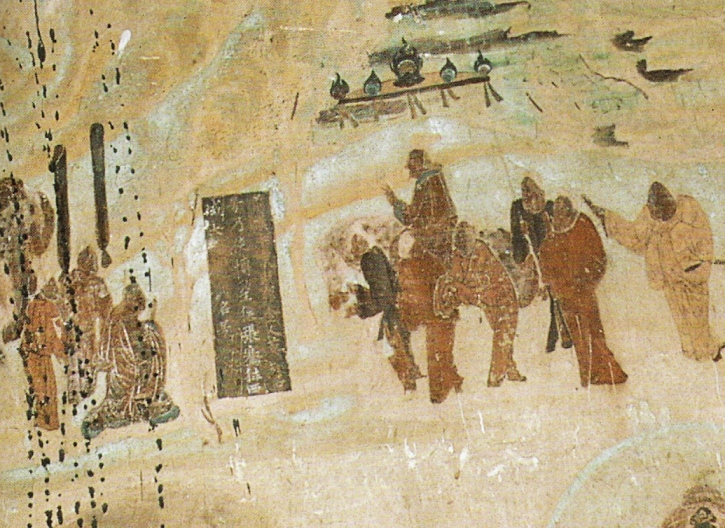
Bild av Zhang Qian från Mogaogrottorna.

Zhang Qian (traditionell kinesiska: 張騫?, förenklad kinesiska: 张骞?, pinyin: Zhāng Qiān), född 195 f.Kr. i Hanzhong, död 113 f.Kr., var en kinesisk resenär och diplomat under Handynastin.
Han utsändes 138 f.Kr. av kejsar Han Wudi för att sluta förbund med folket yuezhi mot xiongnu, tillfångatogs av dessa, rymde och fortsatte resan västerut och gjorde en stor rundtur i Främre Orienten. Över Ilidalen kom han till Tawan (Ferghana), till Kang-kü (Sogdiana, nuvarande Samarkand), till Oxus och ända ned till Baktrien.
Han återkom (efter ny fångenskap på hemvägen) till Kina 126 eller 125 f.Kr. och avlade skriftlig rapport om allt vad han sett och under resan hört omtalas om Västerns länder; han hade till och med uppgifter om partherriket och om Indien.
Hans rapport, som finns bevarad, är ett historiskt ytterst viktigt dokument. Det väckte i Kina ett oerhört intresse för Västerlandet och ledde till stora härnadståg i Centralasien och till livliga handelsförbindelser med Främre Orienten, varigenom en betydande kulturpåverkan på Kina, både andligt och materiellt, kom till stånd. Zhang utförde 115 f.Kr. en andra stor expedition till Ilidalen, vilken förberedde ett kinesiskt erövringståg dit.